# 斯露德

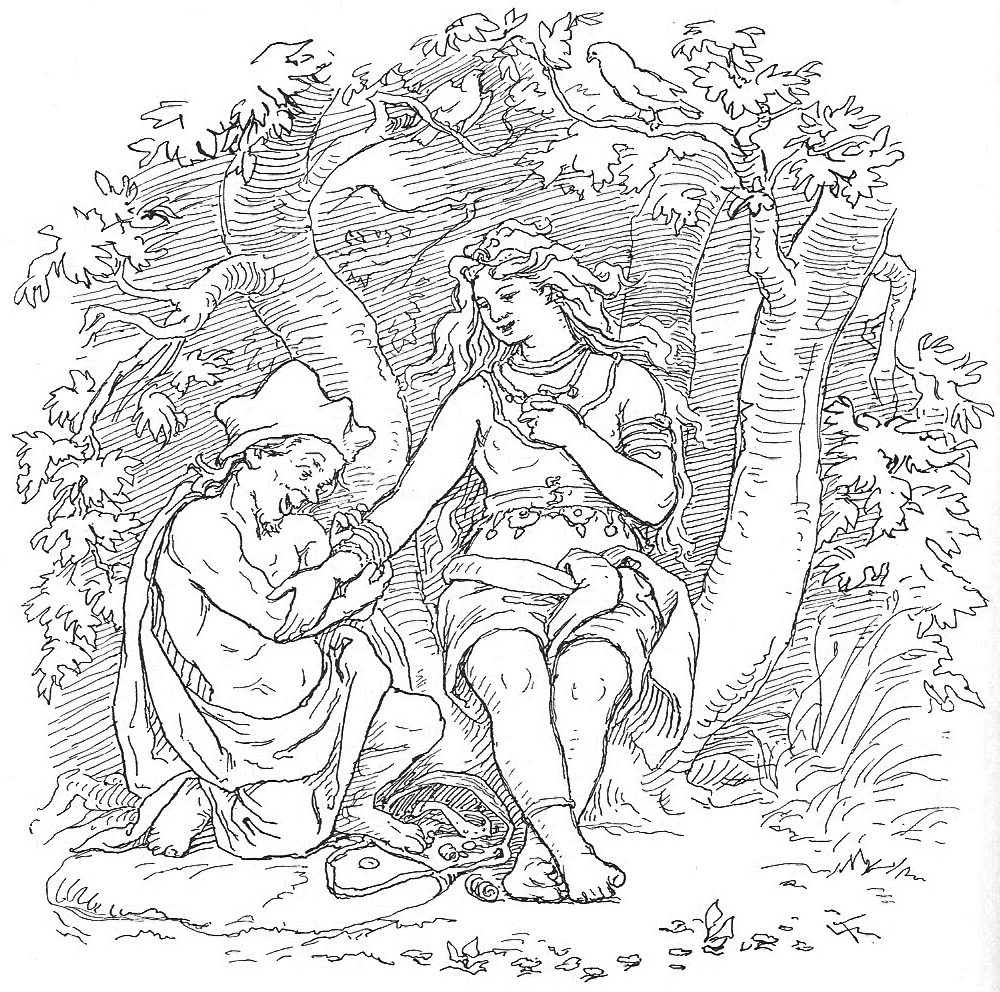
亞爾維斯和斯露德，Lorenz Frølich繪製，出版於1895年。

斯露德（古諾斯語：Þrúðr，意即「力量」或「權力」）是北歐神話的戰鬥女神。她是索爾和希芙的女兒；她有兄弟曼尼與摩迪。現在人們對她所知甚少，但有一些跡象表明她在維京時代很有名。

## 參看
- 亞薩神族

- 女武神